# Wiljan Pluim
Wiljan Pluim (Zwolle, 4 gennaio 1989) è un calciatore olandese, centrocampista dell'SV Epe.

## Palmarès

### Club

#### Competizioni nazionali
- Coppa dell'Indonesia: 1

PSM Makassar: 2019
- Campionato indonesiano: 1

PSM Makassar: 2022-2023